# Julie Durand
Pour les articles homonymes, voir Durand.
Julie Durand est une comédienne et réalisatrice française, née à Saint-Germain-en-Laye (Yvelines).

## Biographie
Elle passe son enfance dans le Sud-Ouest. Révélée en 2000 par son rôle de Roudoudou dans le film Du poil sous les roses de Jean-Julien Chervier et Agnès Obadia, elle tourne dans de nombreux courts-métrages, décrochant rapidement plusieurs prix d'interprétation, notamment aux festivals d'Angers et de Clermont-Ferrand en 2002. Elle continue parallèlement à tourner dans d'autres longs métrages, dont À la petite semaine de Sam Karmann, Bienvenue au gîte de Claude Duty, ou Mon meilleur ami de Patrice Leconte. Elle joue également au théâtre et à la télévision.
En 2007, elle réalise son premier court-métrage : Entresol avec Jean-Paul Bonnaire.

## Filmographie

### Cinéma
- 1999 : Triste à mourir : La stagiaire déco
- 2000 : Du poil sous les roses, de Jean-Julien Chervier et Agnès Obadia : Roudoudou
- 2000 : Félix et Lola, de Patrice Leconte : Une amie
- 2000 : Aubade, de Guillaume Bréaud (Court-métrage)
- 2001 : Chaos, de Coline Serreau : Zoriza
- 2001 : Les Résultats du bac, de Pascal Vincent (Court-métrage) : Chloé
- 2001 : Le Secret de Lucie de Louise Termes (Court-métrage)
- 2002 : Le Grand soir, de Stéphane Brisset (Court-métrage) : Clotilde Ravier
- 2002 : Papier glacé de Jean-Luc Perreard (Court-métrage) : L'auto-stoppeuse
- 2002 : Mi-temps de Mathias Gokalp (Court-métrage) : Alice
- 2003 : À la petite semaine, de Sam Karmann : Camille
- 2003 : Vide pour l'amour de Vimukthi Jayasundara (Court-métrage)
- 2003 : La Cible d'Isabelle Czajka (Court-métrage) : Sandrine
- 2004 : Les Poupées russes, de Cédric Klapisch : Juliette
- 2004 : J'me sens pas belle, de Bernard Jeanjean : La voisine du dessus (Voix)
- 2004 : Bienvenue au gîte, de Claude Duty : Isabelle
- 2006 : Mon meilleur ami, de Patrice Leconte : Louise
- 2007 : Un bébé tout neuf d'Isabelle Czajka (Court-métrage)
- 2008 : Fracassés, de Franck Llopis : Alice
- 2008 : Les Contre-jours, de Gabriel Franck (Court-métrage) : Louise
- 2008 : Senteurs, de Laura Schroeder (Court-métrage) : Emma
- 2008 : Go Fast, d’Olivier Van Hoofstadt : Nadia
- 2009 : Fard : Lisa
- 2009 : Eva veut bien de Philippe Lubac (Court-métrage) : Eva
- 2009 : CDD pour la vie d'Éric Bitoun (Court-métrage)
- 2010 : L'attaque du monstre géant suceur de cerveaux de l'espace : Lisa
- 2011 : Escalade de Charlotte Silvera : Lola
- 2011 : Déjeuner à Foisse : Katia

### Réalisatrice
- 2007 : Entresol (Court-métrage), avec Jean-Paul Bonnaire

### Télévision
- 1998 : Le Bahut (série télévisée) : Tiphaine
- 2000 : Joséphine, ange gardien (série télévisée) : Chloé Langlois
- 2000 : Julie Lescaut (série télévisée) : Marine
- 2000 : De toute urgence de Philippe Triboit (Téléfilm) : Une baby-sitter
- 2001 : Avocats et Associés (série télévisée) : Cécile
- 2001 : Les enfants d'abord (Téléfilm) : Jill
- 2004 : Procès de famille d'Alain Tasma (Téléfilm) : Zoé Kusack

## Théâtre
- 1998 : Propriété condamnée, de Tennessee Williams
- 2001 : Dictature d'un fantasme, d'Andrea Brusc
- 2004 : Le Songe d'une nuit d'été, m.e.s. Pierre Joachim
- 2006 : Chambre à louer de Cheng Chui Kuo

## Distinctions
- Prix de la meilleure jeune comédienne, festival de Béziers 2000[1]
- Prix d’interprétation féminine, festival de Béziers 2001
- Prix d’interprétation féminine, festival d'Angers 2002
- Prix d’interprétation féminine, festival de Clermont-Ferrand 2002
- Prix du jeune espoir féminin, festival de Luchon 2004